# 유진희
유진희(兪鎭熙, 1893년 2월 11일 ~ 1949년 8월 31일)는 일제강점기의 사회주의 운동가이다.

## 생애
충청남도 예산군 출신이다. 1921년 조선노동공제회를 창설하면서 노동 운동을 시작했으며, 신생활 필화 사건 때 문제의 《신생활》 러시아 혁명 기념호에 〈민족운동과 무산계급의 전술〉을 실은 일로 징역 1년 6개월형을 선고받고 복역했다.
출옥 후에도 상하이파에서 활동하며 1925년 한국 최초의 공산주의 정당인 조선공산당을 창당했는데, 1927년 체포되어 징역 4년형을 선고받고 두 번째로 복역했다. 1932년 조선공산당 기관지 《신계단》의 발행인을 맡았다.
그는 신생활 필화 사건으로 함께 옥고를 치른 이항발, 신일용과 마찬가지로 광복 후에는 우익 정치인으로 활동했다. 광복 직후에 조선민족당 발기에 참가했다가 9월, 우파 정당 한국민주당 간부를 지냈고 미군정 하에서 남조선과도입법의원 의원에 선임되었다.
1992년 건국훈장 애족장이 추서되었다.

## 참고자료
- 유진희 : 독립유공자 공훈록 - 국가보훈처
- 박종린, 한국의 사회주의: 인물(1)/ 꺼지지 않은 불꽃, 송산 김명식, 《진보평론》 제2호 (1999년 겨울)